# Tato Grigalaschwili
Tato Grigalaschwili (georgisch ტატო გრიგალაშვილი; * 1. Dezember 1999 in Kareli, Innerkartlien) ist ein georgischer Judoka. 2022, 2023 und 2024 war er Weltmeister im Halbmittelgewicht, 2021 war er Weltmeisterschaftszweiter. 2020, 2022 und 2024 gewann er den Europameistertitel.

## Sportliche Karriere
Tato Grigalaschwili war 2017 Dritter der Junioreneuropameisterschaften und der Juniorenweltmeisterschaften im Leichtgewicht. Seit 2018 kämpft er im Halbmittelgewicht, der Gewichtsklasse bis 81 Kilogramm. Im September 2018 wurde er Zweiter der Junioreneuropameisterschaften. 2019 gewann er eine Bronzemedaille bei der Universiade in Neapel. Im September siegte er bei den Junioreneuropameisterschaften und einen Monat später gewann er Bronze bei den Juniorenweltmeisterschaften.
2020 gewann er beim Grand-Slam-Turnier in Düsseldorf mit einem Finalsieg über den Russen Chassan Chalmursajew. Danach fielen ein halbes Jahr lang nahezu alle Judoturniere wegen der COVID-19-Pandemie aus. Im November 2020 gewann Grigalaschwili den Titel bei den U23-Europameisterschaften. Neun Tage danach erkämpfte er auch die Goldmedaille bei den Europameisterschaften 2020 in der Erwachsenenklasse, im Finale besiegte er den Bulgaren Iwajlo Iwanow. Im Juni 2021 erreichte er mit einem Halbfinalsieg über den Niederländer Frank de Wit das Finale bei den Weltmeisterschaften in Budapest. Im Finale unterlag er dem Belgier Matthias Casse. Bei den Olympischen Spielen in Tokio verlor er im Viertelfinale gegen den für die Mongolei antretenden Saeid Mollaei. Nach einem Sieg in der Hoffnungsrunde über den Usbeken Sharofiddin Boltaboyev unterlag er im Kampf um eine Bronzemedaille dem Belgier Matthias Casse.
Im November 2021 siegte Grigalaschwili bei den U23-Europameisterschaften. Drei Monate später unterlag er dem Japaner Sōtarō Fujiwara im Finale des Grand-Slam-Turniers in Paris. Bei den Europameisterschaften 2022 in Sofia erreichten Matthias Casse und Tato Grigalaschwili das Finale und der Georgier gewann seinen zweiten Europameistertitel. Ein halbes Jahr später standen sich Grigalaschwili und Casse auch im Finale der Weltmeisterschaften in Taschkent gegenüber und erneut gewann Grigalaschwili. 2023 gewann Grigalaschwili das Finale beim Grand Slam in Paris gegen den Deutschen Timo Cavelius. Im Finale der Weltmeisterschaften 2023 in Doha traf Grigalaschwili ein weiteres Mal auf Matthias Casse und verteidigte seinen Titel.
Im November 2023 unterlag Grigalaschwili im Finale der Europameisterschaften in Montpellier dem Türkern Vedat Albayrak. Im April 2024 bei den Europameisterschaften in Zagreb traf Grigalaschwili im Finale auf den Niederländer Frank de Wit und gewann seinen dritten Europameistertitel. Vier Wochen nach den Europameisterschaften erkämpfte Grigalaschwili bei den Weltmeisterschaften in Abu Dhabi seinen dritten Weltmeistertitel in Folge. Bei den Olympischen Spielen in Paris 2024 gewann er die Silbermedaille.